# بريان تود
بريان تود (بالإنجليزية: Bryan Todd)‏ هو شخصية أعمال نيوزيلندي، ولد في 8 سبتمبر 1902 في Heriot, New Zealand ‏ في نيوزيلندا، وتوفي في 29 مايو 1987 في ويلينغتون في نيوزيلندا.